# Gracia Alonso de Armiño
Gracia Alonso de Armiño Riaño (Bilbao, Vizcaya, 11 de agosto de 1992) es una jugadora de baloncesto y enfermera española que debutó en la Liga Femenina en la temporada 2016/17.

## Biografía
Cuando tenía 17 años vivió en Estados Unidos e hizo parte del bachillerato, y posteriormente inició sus estudios de enfermería en la Universidad Freed-Hardeman de Henderson, en Tennessee.
De vuelta a España trabajó durante la pandemia de COVID-19 como enfermera.

### Trayectoria deportiva
Debutó en el baloncesto a los 6 años en el Berrio Otxoa. Durante su etapa de infantil y cadete llegó a jugar con las selecciones bizkainas y vasca. A los 16 años, jugó una temporada en el Basket Ibaizabal Saskibaloi Taldea, equipo con el que jugó en la Liga Femenina 2 de baloncesto.
Durante su etapa americana, jugó en la West High School de Knoxville de Tennessee, equipo con el que llegó a ser campeona del Distrito y de la Región, además de ganar el “Sub-State”. En 2011 compitió en la Liga NCAA con su equipo de la universidad, donde permaneció durante cuatro años. Después compitió en la primera división de Suecia con el equipo Mark Basket.
Regresó a España e ingresó en el Gernika KESB en la temporada 2016/17, lo que supuso su debut así en la Liga Femenina Endesa. Compitió en Liga Femenina 2 con el Basket Ibaizabal Saskibaloi Taldea en 2017/18, el Real Canoe N.C. en 2018/19.
En la temporada 2019/20 ingresó en el Club Baloncesto Estudiantes. Dicha temporada fue nominada 8 veces al "Mejor Quinteto" que reconoce a las mejores actuaciones a nivel individual de los equipos del Estudiantes en ACB, Liga Femenina 2 y EBA. En su segunda temporada en el Estudiantes, la 2020/21, volvió a la categoría absoluta de la Liga Femenina.
En 2020 fue seleccionada para la selección española en la disciplina baloncesto 3x3.
Fichó por el Araski AES para la temporada 2021-2022.
Fichó por Casademont Zaragoza Femenino para la temporada 2022/2023. Tras conseguir el título de la Copa de la Reina, el 29 de mayo de 2023, se despide del club para anunciar en 2024 su vuelta al Movistar Estudiantes.
En verano de 2024 ganó la medalla de plata jugando el torneo femenino de baloncesto 3×3 con el equipo español en los juegos olímpicos de París 2024. El equipo estaba formada por estas cuatro jugadoras Gracia Alonso, Vega Gimeno, Sandra Ygueravide y Juana Camilión.